# Długi dzień Ameriga
Długi dzień Ameriga (wł. La giornata d'uno scrutatore) – opowiadanie autorstwa Itala Calvino opublikowane po raz pierwszy w 1963. 
W odróżnieniu od większej części twórczości Itala Calvino Długi dzień Ameriga opiera się na autentycznych wydarzeniach. Jego akcja rozgrywa się w dniu 7 czerwca 1953, dniu wyborów, na terenie Instytutu Cottolengo w Turynie, w klasztornym przytułku. Jak twierdzi Italo Calvino, pomysł napisania opowiadania przyszedł mu do głowy w tym właśnie dniu, kiedy jako kandydat partii komunistycznej odwiedził komisję wyborczą w Instytucie Cottolengo. Później, w roku 1961, Calvino był członkiem komisji wyborczej w tym samym miejscu, co pozwoliło mu poczynić obserwacje niezbędne do napisania opowiadania.

## Opis fabuły
Amerigo Ormea (będący alter ego Itala Calvino), sympatyzujący z partią komunistyczną, jest członkiem komisji wyborczej w Instytucie Cottolengo. Jest tam świadkiem wykorzystywania głosów osób niepełnosprawnych i umysłowo chorych, często niezdolnych do samodzielnego oddania głosu w wyborach. Ludzie ci stają się narzędziem w rękach polityków, co staje się punktem wyjścia do rozważań narratora. Ich tematyka nie ogranicza się jednak do krytyki samego systemu politycznego, refleksja dotyczy również szerszych zagadnień związanych z religią i filozofią.
Akcja opowiadania zamyka się w jednym dniu, jednak jego treścią, ważniejszą od samych wydarzeń wyborczego dnia, są przemyślenia autora.